# Eliminatoria a la Eurocopa Sub-16 1998
La Eliminatoria a la Eurocopa Sub-16 1998 contó con la participación de 49 selecciones infantiles de Europa para determinar a los 15 clasificados a la fase final del torneo a celebrarse en Escocia junto al país anfitrión.

## Grupo 1
Los partidos se jugaron en Segovia, España del 4 al 8 de noviembre.
| País      | J | G | E | P | GF | GC | Pts |
| --------- | - | - | - | - | -- | -- | --- |
| España    | 2 | 1 | 1 | 0 | 3  | 1  | 4   |
| Macedonia | 2 | 0 | 2 | 0 | 1  | 1  | 2   |
| Gales     | 2 | 0 | 1 | 1 | 2  | 4  | 1   |

| Equipo 1  | Resultado | Equipo 2  |
| --------- | --------- | --------- |
| Macedonia | 0-0       | España    |
| Gales     | 1-1       | Macedonia |
| España    | 3-1       | Gales     |

## Grupo 2
Los partidos se jugaron en Inglaterra del 3 al 7 de marzo de 1998.
| País                 | J | G | E | P | GF | GC | Pts |
| -------------------- | - | - | - | - | -- | -- | --- |
| Croacia              | 3 | 2 | 1 | 0 | 9  | 1  | 7   |
| Inglaterra           | 3 | 1 | 2 | 0 | 4  | 2  | 5   |
| Eslovaquia           | 3 | 0 | 2 | 1 | 0  | 4  | 2   |
| Bosnia y Herzegovina | 3 | 0 | 1 | 2 | 1  | 7  | 1   |

| Equipo 1             | Resultado | Equipo 2             |
| -------------------- | --------- | -------------------- |
| Croacia              | 4-0       | Eslovaquia           |
| Inglaterra           | 3-1       | Bosnia y Herzegovina |
| Bosnia y Herzegovina | 0-0       | Eslovaquia           |
| Inglaterra           | 1-1       | Croacia              |
| Eslovaquia           | 0-0       | Inglaterra           |
| Bosnia y Herzegovina | 0-4       | Croacia              |

## Grupo 3
Los partidos se jugaron en Ljubljana, Eslovenia del 20 al 24 de octubre.
| País      | J | G | E | P | GF | GC | Pts |
| --------- | - | - | - | - | -- | -- | --- |
| Dinamarca | 2 | 2 | 0 | 0 | 2  | 0  | 6   |
| Eslovenia | 2 | 1 | 0 | 1 | 3  | 1  | 3   |
| Turquía   | 2 | 0 | 0 | 2 | 0  | 4  | 0   |

| Equipo 1  | Resultado | Equipo 2  |
| --------- | --------- | --------- |
| Turquía   | 0-3       | Eslovenia |
| Dinamarca | 1-0       | Turquía   |
| Eslovenia | 0-1       | Dinamarca |

## Grupo 4
Los partidos se jugaron en Portugal del 1 al 5 de octubre.
| País       | J | G | E | P | GF | GC | Pts |
| ---------- | - | - | - | - | -- | -- | --- |
| Portugal   | 2 | 2 | 0 | 0 | 8  | 0  | 6   |
| Austria    | 2 | 1 | 0 | 1 | 9  | 2  | 3   |
| San Marino | 2 | 0 | 0 | 2 | 1  | 16 | 0   |

| Equipo 1   | Resultado | Equipo 2   |
| ---------- | --------- | ---------- |
| Portugal   | 7-0       | San Marino |
| San Marino | 1-9       | Austria    |
| Austria    | 0-1       | Portugal   |

## Grupo 5
Los partidos se jugaron en Andorra del 3 al 7 de marzo de 1998.
| País            | J | G | E | P | GF | GC | Pts |
| --------------- | - | - | - | - | -- | -- | --- |
| Italia          | 2 | 1 | 1 | 0 | 11 | 0  | 4   |
| República Checa | 2 | 1 | 1 | 0 | 10 | 0  | 4   |
| Andorra         | 2 | 0 | 0 | 2 | 0  | 21 | 0   |

| Equipo 1        | Resultado | Equipo 2        |
| --------------- | --------- | --------------- |
| República Checa | 10-0      | Andorra         |
| Andorra         | 0-11      | Italia          |
| Italia          | 0-0       | República Checa |

## Grupo 6
Los partidos se jugaron en Alemania del 24 al 28 de noviembre.
| País     | J | G | E | P | GF | GC | Pts |
| -------- | - | - | - | - | -- | -- | --- |
| Israel   | 3 | 2 | 1 | 0 | 9  | 2  | 7   |
| Alemania | 3 | 2 | 0 | 1 | 8  | 1  | 6   |
| Suiza    | 3 | 1 | 1 | 1 | 5  | 2  | 4   |
| Moldavia | 3 | 0 | 0 | 3 | 1  | 18 | 0   |

| Equipo 1 | Resultado | Equipo 2 |
| -------- | --------- | -------- |
| Israel   | 7-1       | Moldavia |
| Suiza    | 0-1       | Alemania |
| Alemania | 7-0       | Moldavia |
| Suiza    | 1-1       | Israel   |
| Moldavia | 0-4       | Suiza    |
| Alemania | 0-1       | Israel   |

## Grupo 7
Los partidos se jugaron en Hungría del 22 al 26 de septiembre.
| País       | J | G | E | P | GF | GC | Pts |
| ---------- | - | - | - | - | -- | -- | --- |
| Rusia      | 3 | 2 | 1 | 0 | 10 | 3  | 7   |
| Hungría    | 3 | 2 | 1 | 0 | 8  | 1  | 7   |
| Yugoslavia | 3 | 1 | 0 | 2 | 6  | 6  | 3   |
| Armenia    | 3 | 0 | 0 | 3 | 1  | 15 | 0   |

| Equipo 1   | Resultado | Equipo 2   |
| ---------- | --------- | ---------- |
| Hungría    | 0-0       | Rusia      |
| Yugoslavia | 3-0       | Armenia    |
| Armenia    | 1-7       | Rusia      |
| Yugoslavia | 1-3       | Hungría    |
| Rusia      | 3-2       | Yugoslavia |
| Armenia    | 0-5       | Hungría    |

## Grupo 8
Los partidos se jugaron en Triesen, Liechtenstein del 23 al 27 de febrero de 1998.
| País          | J | G | E | P | GF | GC | Pts |
| ------------- | - | - | - | - | -- | -- | --- |
| Liechtenstein | 2 | 2 | 0 | 0 | 3  | 1  | 6   |
| Bulgaria      | 2 | 0 | 1 | 1 | 2  | 3  | 1   |
| Azerbaiyán    | 2 | 0 | 1 | 1 | 1  | 2  | 1   |

| Equipo 1      | Resultado | Equipo 2      |
| ------------- | --------- | ------------- |
| Azerbaiyán    | 1-1       | Bulgaria      |
| Liechtenstein | 1-0       | Azerbaiyán    |
| Bulgaria      | 1-2       | Liechtenstein |

## Grupo 9
| País    | J | G | E | P | GF | GC | Pts |
| ------- | - | - | - | - | -- | -- | --- |
| Ucrania | 4 | 3 | 1 | 0 | 7  | 0  | 10  |
| Rumania | 4 | 2 | 1 | 1 | 5  | 2  | 7   |
| Georgia | 4 | 0 | 0 | 4 | 1  | 11 | 0   |

| Equipo 1 | Resultado | Equipo 2 |
| -------- | --------- | -------- |
| Rumania  | 4-1       | Georgia  |
| Ucrania  | 2-0       | Georgia  |
| Ucrania  | 0-0       | Rumania  |
| Rumania  | 0-1       | Ucrania  |
| Georgia  | 0-1       | Rumania  |
| Georgia  | 0-4       | Ucrania  |

## Grupo 10
Los partidos se jugaron en Limassol, Chipre del 1 al 5 de marzo de 1998.
| País   | J | G | E | P | GF | GC | Pts |
| ------ | - | - | - | - | -- | -- | --- |
| Grecia | 2 | 2 | 0 | 0 | 6  | 1  | 6   |
| Chipre | 2 | 0 | 1 | 1 | 2  | 3  | 1   |
| Malta  | 2 | 0 | 1 | 1 | 1  | 5  | 1   |

| Equipo 1 | Resultado | Equipo 2 |
| -------- | --------- | -------- |
| Grecia   | 2-1       | Chipre   |
| Chipre   | 1-1       | Malta    |
| Malta    | 0-4       | Grecia   |

## Grupo 11
Los partidos se jugaron en Francia y Luxemburgo del 26 al 30 de octubre.
| País       | J | G | E | P | GF | GC | Pts |
| ---------- | - | - | - | - | -- | -- | --- |
| Suecia     | 3 | 2 | 1 | 0 | 8  | 5  | 7   |
| Francia    | 3 | 2 | 0 | 1 | 9  | 2  | 6   |
| Lituania   | 3 | 1 | 1 | 1 | 3  | 5  | 4   |
| Luxemburgo | 3 | 0 | 0 | 3 | 2  | 10 | 0   |

| Equipo 1   | Resultado | Equipo 2   |
| ---------- | --------- | ---------- |
| Suecia     | 2-2       | Lituania   |
| Luxemburgo | 0-5       | Francia    |
| Francia    | 3-0       | Lituania   |
| Luxemburgo | 2-4       | Suecia     |
| Lituania   | 1-0       | Luxemburgo |
| Francia    | 1-2       | Suecia     |

## Grupo 12
Los partidos se jugaron en Países Bajos del 14 al 18 de octubre.
| País         | J | G | E | P | GF | GC | Pts |
| ------------ | - | - | - | - | -- | -- | --- |
| Finlandia    | 2 | 2 | 0 | 0 | 9  | 1  | 6   |
| Países Bajos | 2 | 1 | 0 | 1 | 8  | 2  | 3   |
| Islas Feroe  | 2 | 0 | 0 | 2 | 0  | 14 | 0   |

| Equipo 1     | Resultado | Equipo 2     |
| ------------ | --------- | ------------ |
| Islas Feroe  | 0-7       | Países Bajos |
| Finlandia    | 7-0       | Islas Feroe  |
| Países Bajos | 1-2       | Finlandia    |

## Grupo 13
Los partidos se jugaron en Riga, Letonia del 24 al 28 de septiembre.
| País     | J | G | E | P | GF | GC | Pts |
| -------- | - | - | - | - | -- | -- | --- |
| Islandia | 2 | 1 | 1 | 0 | 6  | 2  | 4   |
| Polonia  | 2 | 1 | 1 | 0 | 4  | 2  | 4   |
| Letonia  | 2 | 0 | 0 | 2 | 0  | 6  | 0   |

| Equipo 1 | Resultado | Equipo 2 |
| -------- | --------- | -------- |
| Letonia  | 0-2       | Polonia  |
| Polonia  | 2-2       | Islandia |
| Islandia | 4-0       | Letonia  |

## Grupo 14
Los partidos se jugaron en la República de Irlanda del 23 al 27 de febrero de 1998.
| País              | J | G | E | P | GF | GC | Pts |
| ----------------- | - | - | - | - | -- | -- | --- |
| Irlanda           | 2 | 1 | 1 | 0 | 2  | 1  | 4   |
| Irlanda del Norte | 2 | 1 | 1 | 0 | 1  | 0  | 4   |
| Bélgica           | 2 | 0 | 0 | 2 | 1  | 3  | 0   |

| Equipo 1          | Resultado | Equipo 2          |
| ----------------- | --------- | ----------------- |
| Irlanda del Norte | 1-0       | Bélgica           |
| Bélgica           | 1-2       | Irlanda           |
| Irlanda           | 0-0       | Irlanda del Norte |

## Grupo 15
Los partidos se jugaron en Tallin, Estonia del 14 al 18 de septiembre.
| País        | J | G | E | P | GF | GC | Pts |
| ----------- | - | - | - | - | -- | -- | --- |
| Noruega     | 2 | 2 | 0 | 0 | 8  | 1  | 6   |
| Bielorrusia | 2 | 1 | 0 | 1 | 6  | 3  | 3   |
| Estonia     | 2 | 0 | 0 | 2 | 0  | 10 | 0   |

| Equipo 1    | Resultado | Equipo 2    |
| ----------- | --------- | ----------- |
| Noruega     | 5-0       | Estonia     |
| Bielorrusia | 1-3       | Noruega     |
| Estonia     | 0-5       | Bielorrusia |